# Mylossoma
Mylossoma – rodzaj ryb kąsaczokształtnych z rodziny piraniowatych (Serrasalmidae).

## Występowanie
Ameryka Południowa.

## Klasyfikacja
Gatunki zaliczane do tego rodzaju:
- Mylossoma acanthogaster
- Mylossoma aureum
- Mylossoma duriventre – płyszczynka srebrzysta[3], płaszczynka srebrzysta[4]

Gatunkiem typowym jest Myletes albiscopus (=Mylossoma duriventre).